# Мартина Домбровська
Мартина Домбровська (пол. Martyna Dąbrowska) — польська легкоатлетка, призерка чемпіонату світу.
Бронзову меаль чемпіонату світу Домбровська виборола в складі естафетної збірної Польщі 4х400 м на турнірі 2017 року в Лондоні. Вона не бігла в фіналі, але брала участь у півфіналі.

## Особисті рекорди

### На стадіоні
| Дисципліна | Результат | Вітер | Місце    | Дата           |
| ---------- | --------- | ----- | -------- | -------------- |
| 200 м      | 24,29     | -0.4  | Бялисток | 23 червня 2012 |
| 400 м      | 52,23     |       | Бидгощ   | 14 червня 2015 |

### В залі
| Дисципліна | Результат | Місце  | Дата           |
| ---------- | --------- | ------ | -------------- |
| 200 м      | 23,63     | Торунь | 22 лютого 2015 |

## Зовнішні посилання
- Досьє на сайті IAAF [Архівовано 13 листопада 2017 у Wayback Machine.]